# Road rush
Road rush är ett 8-bitars motorcykelspel till Sega. Det går ut på att vinna race, då vinner man pengar så man kan köpa en snabbare motorcykel. För att ta sig förbi medtävlande kan man slå dem med knytnäve, eller batong. Man kan även bli tagen av polisen under ett race och då förlorar man.